# STS–94
Az STS–94 jelű küldetés az amerikai űrrepülőgép-program 85., a Columbia űrrepülőgép 23. repülése.

## Jellemzői
Kereskedelmi megrendelések érdekében a Spacelab laboratórium kapacitását használták.

## Első nap
1997. július 1-jén a szilárd hajtóanyagú gyorsítórakéták, Solid Rocket Booster(SRB) segítségével Floridából, a Cape Canaveral (KSC) Kennedy Űrközpontból, a LC39–A (LC–Launch Complex) jelű indítóállványról emelkedett a magasba. Az orbitális pályája 90,5 perces, 28,45 fokos hajlásszögű, elliptikus pálya perigeuma 296 kilométer, az apogeuma 300 kilométer volt. Felszálló tömeg indításkor 124 321 kilogramm, leszálló tömeg 117 802 kilogramm. Szállított hasznos teher 10 169 kilogramm
Eredeti, STS–83 program szerint 15 nap 16 óra időtartamra tervezték a küldetést. Az elektromos ellátásban bekövetkezett technikai hiba veszélyeztette az űrhajósok életét, az űrrepülőgép létét, ezért visszatérési parancsot kaptak. A NASA a feladat teljesítésére, ugyanazzal a legénységgel (tartalékokkal) az STS–94 küldetést jelölte ki. Az űrrepülés történetében egyetlen alkalommal fordult elő, hogy pontosan ugyanaz a legénység két alkalommal teljesíthetett szolgálatot.

## Hasznos teher
1. Spacelab mikrogravitációs laboratóriumban (MSL) négy fő létesítményben 19 anyagtudományi vizsgálatot kívántak végezni. A legénység 12 órás váltásokban végezte előírt feladatát.
2. Izotermák kemence – a Japán Űrügynökség (NASDA) által kifejlesztett tudományos kutatóeszköz (folyékony fémek és ötvözetek hevítése, hűtése).
3. Electromagnetic Containerless Processing Facility (TEMPUS) – elektromágneses kemencében ömlesztett üveg- és  fémes folyadékok kísérlete.
4. Combustion Module-1 (CM-1) – égési kísérletek végzése a NASA és a Lewis Research Center együttműködésében.
5. Droplet Combustion Experiment (DCE) – cseppek égési folyamatának vizsgálata.
6. Orbital Acceleration Research Experiment (OARE) – a mikrogravitációs környezetben fellépő rezgések mérése, elősegítve a kutatási folyamatok pontosságát.
7. Cryogenic Flexible Diode (CRYOFD) – hőcső kísérletek, eszközök (rugalmas csövek) tesztelése, hogy a földi technológiákba alkalmazásra kerüljenek.
8. Shuttle Amateur Radio Experiment (SAREX) – rádióamatőrökkel biztosított programszerű kapcsolat.

## Tizenötödik nap
1997. július 17-én a Kennedy Űrközponton (KSC), kiinduló bázisán szállt le. Összesen 15 napot, 16 órát, 45 percet és 29 másodpercet töltött a világűrben. 10 000 000 kilométert (6 200 000 mérföldet) repült, 251 alkalommal kerülte meg a Földet.

## Személyzet
(zárójelben a repülések száma az STS–94 küldetéssel együtt)
- James Donald Halsell (4), parancsnok
- Susan Kilrain (2), pilóta
- Janice Elaine Voss (4), rakományfelelős parancsnok
- Michael Landon Gernhardt (3), küldetésfelelős
- Donald Alan Thomas (4), küldetésfelelős
- Roger Keith Crouch (2), kutatásfelelős
- Gregory Thomas Linteris (2), kutatásfelelős

### Tartalék személyzet
- Paul David Ronney kutatásfelelős
- Alan Eugene Johnston kutatásfelelős

### Visszatérő személyzet
- James Donald Halsell (4), parancsnok
- Susan Kilrain (2), pilóta
- Janice Elaine Voss (4), rakományfelelős parancsnok
- Michael Landon Gernhardt (3), küldetésfelelős
- Donald Alan Thomas (4), küldetésfelelős
- Roger Keith Crouch (2), kutatásfelelős
- Gregory Thomas Linteris (2), kutatásfelelős